# Jeungpo-dong
Jeungpo-dong (koreanska: 증포동) är en stadsdel i staden Icheon i provinsen Gyeonggi i den centrala delen av Sydkorea, 50 km sydost om huvudstaden Seoul. 